# Quận Burleigh, North Dakota
Quận Burleigh là một quận nằm ở tiểu bang Bắc Dakota. Theo điều tra dân số năm 2000, quận có dân số 69.416 người. Quận lỵ đóng ở Bismarck.6 Quận Burleigh và quận Morton tạo thành khu vực thống kê dân số Bismarck, ND hay "Bismarck-Mandan".

## Địa lý
Theo Cục điều tra dân số Hoa Kỳ, quận có tổng diện tích 1.668 dặm Anh vuông (4.320 km²), trong đó, 1.633 dặm Anh vuông (4.230 km²) là diện tích đất và 35 dặm Anh vuông (91 km²) trong tổng diện tích (2.10%) là diện tích mặt nước.

### Các thị trấn
| - Apple Creek - Boyd - Canfield - Christiania - Clear Lake - Crofte - Cromwell - Driscoll - Ecklund - Estherville - Florence Lake - Francis - Ghylin - Gibbs | - Glenview - Grass Lake - Harriet-Lien - Hay Creek - Hazel Grove - Logan - Long Lake - McKenzie - Menoken - Missouri - Moffit - Morton - Naughton - Painted Woods | - Richmond - Rock Hill - Schrunk - Sibley Butte - Steiber - Sterling - Taft - Telfer - Thelma - Trygg - Wild Rose - Wilson - Wing |

### Các xa lộ chính
| - Interstate 94 - U.S. Highway 83 - North Dakota Route 14 - North Dakota Highway 36 | - North Dakota Highway 41 - North Dakota Highway 1804 |

### Các quận giáp ranh
- Quận Sheridan (bắc)
- Quận Kidder (đông)
- Quận Emmons (nam)
- Quận Morton (tây nam)
- Quận Oliver (tây)
- Quận McLean (tây bắc)

### Các khu bảo tồn quốc gia
- Canfield Lake National Wildlife Refuge
- Florence Lake National Wildlife Refuge
- Long Lake National Wildlife Refuge (một phần)

## Thông tin nhân khẩu
Theo cuộc điều tra dân số2 tiến hành năm 2000, quận này có dân số 69.416 người, 27.670 hộ, và 18.206 gia đình sinh sống trong quận này. Mật độ dân số là 42 người trên mỗi dặm Anh vuông (16/km²). Đã có 29.003 đơn vị nhà ở với một mật độ bình quân là 18 trên mỗi dặm Anh vuông (7/km²). Cơ cấu chủng tộc của dân cư sinh sống tại quận này gồm 95,03% người da trắng, 0.26% người da đen hoặc người Mỹ gốc Phi, 3.28% người thổ dân châu Mỹ, 0.40% người gốc châu Á, 0.03% người các đảo Thái Bình Dương, 0.16% từ các chủng tộc khác, và 0.85% từ hai hay nhiều chủng tộc. 0.67% dân số là người Hispanic hoặc người Latin thuộc bất cứ chủng tộc nào. 56.9% là gốc Đức và 14.9% người Na Uy theo kết quả điều tra dân số năm 2000.
Có 27.670 hộ trong đó có 32.60% có con cái dưới tuổi 18 sống chung với họ, 54.0% là những cặp kết hôn sinh sống với nhau, 8.7% có một chủ hộ là nữ không có chồng sống cùng, và 34.2% là không gia đình. 28.1% trong tất cả các hộ gồm các cá nhân và 9.5% có người sinh sống một mình và có độ tuổi 65 tuổi hay già hơn. Quy mô trung bình của hộ là 2.42 còn quy mô trung bình của gia đình là 2.99.
Phân bố độ tuổi của cư dân sinh sống trong huyện là 24.7% dưới độ tuổi 18, 11.0% từ 18 đến 24, 29.3% từ 25 đến 44, 22.5% từ 45 đến 64, và 12.4% người có độ tuổi 65 tuổi hay già hơn. Độ tuổi trung bình là 36 tuổi. Cứ mỗi 100 nữ giới thì có 95.50 nam giới. Cứ mỗi 100 nữ giới có độ tuổi 18 và lớn hơn thì, có 93.5 nam giới.
Thu nhập bình quân của một hộ ở quận này là $41.309, và thu nhập bình quân của một gia đình ở quận này là $52.085. Nam giới có thu nhập bình quân $34.753 so với mức thu nhập $22.473 đối với nữ giới. Thu nhập bình quân đầu người của quận là $20.436. Khoảng 5.30% gia đình và 7.80% dân số sống dưới ngưỡng nghèo, bao gồm 8.80% những người có độ tuổi 18 và 7.50% là những người 65 tuổi hoặc già hơn.

## Các đơn vị dân cư

### Các thành phố
- Bismarck
- Lincoln
- Regan
- Wilton
- Wing

### Các cộng đồng không hợp nhất
- Baldwin
- Driscoll
- McKenzie
- Menoken
- Moffit
- Sterling